# Bathampton
Bathampton is een civil parish in het bestuurlijke gebied Bath and North East Somerset, in het Engelse graafschap Somerset met 1603 inwoners.